# Personnages de Cobra
Personnages du monde imaginaire de Cobra, classés par ordre alphabétique.

## Angle
Voir Norma Herman.

## Armanoïde
Voir Lady.

## Anita
Personnage apparaissant dans l'épisode 14 de l'anime. Elle fait partie du palais de Galtan.

## Ben
Le robot serviteur de Cobra dans le premier épisode. C'est dans ce robot qu'Armanoïde s'est reposée durant cinq années.

## Bud
Voir Cargou.

## Babel
Roi imposteur qui règne sur la planète Zados.

## Cadongo
C'est un lutteur professionnel, Cobra va prendre la place d'El Skyman et va devoir se mesurer face à ce colosse pour essayer d'éliminer Salamandar en faisant sortir ce dernier, distrait par le match, de son bouclier invisible que forment ses quatre gardes du corps.

## Canos
Ami de Cobra et dernier survivant du peuple Fregolus. Il a la capacité de changer d'apparence comme bon lui semble. Il va aider Cobra à tuer Salamandar. Le personnage est inspiré de l'acteur Telly Savalas, renforcé dans le doublage français par la voix d'Henry Djanik qui prêtait déjà son timbre à Telly Savalas dans la série télévisée policière Kojak.

## Catherine
La cadette des trois filles du capitaine Nelson.

## Cargou
L'un des comparses de Cobra. Il possède des ailes dans son dos ainsi que des pouvoirs sensoriels très développés qui sont convoités par les pirates de l'espace. Il va rejoindre ses amis pour tuer Salamandar.

## Cobra
C'est le héros de cet univers de fiction.
S'il avait passé une phase dépressive avant de se refaire le visage, il est maintenant dans une forme formidable. Il a retrouvé sa mémoire et repart combattre les pirates de l'espace.

## Crystal Boy
Appelé « l'homme de verre » dans la version française, il est l'ennemi juré de Cobra. Le nom Crystal Boy est en fait une mauvaise traduction phonétique de Crystal Bowie (Bowie étant ici une référence au couteau du même nom).

## Dan Brad
Il est le capitaine des Saxons rouges, l'équipe la plus forte au rug-ball. Il n'y a pas de confrontation directe avec Cobra mais finalement, Dan Brad reconnaîtra en lui un adversaire de grande valeur.

## Dominique
L'une des trois filles du capitaine Nelson.
Elle est jumelle avec Jane. Si dans le manga elle meurt, dans l'anime elle est toujours vivante à la fin. Dans les OAV The Psychogun, l'homme de verre qui semble être toujours en vie, réussit à tuer Dominique. Dans "Cobra The Animation" un personnage ressemblant à Dominique s'appelle Secret ; Cobra est choqué quand il la voit car elle lui rappelle son ancienne amante.

## Donneur
C'est un informateur qui travaille pour Ziateur (l'informateur) qui va l'aider à éliminer Cobra avec d'autres complices comme Dusse qui seront tous tués ; il sera le seul survivant et aidera Cobra pour le remercier de l'avoir épargné. Il meurt décapité par le rayon Delta de Cobra renvoyé par les satellites de L'Homme Plante.

## Dusse
Un des complices de Ziateur (l'informateur) et de Donneur. Alors qu'il tentait de tuer Cobra pendant son sommeil, il est tué par une sorte de serpent robot qui était en fait destiné à  Cobra.

## Elsa
C'est la petite amie de Cargou qui sera tuée par les hommes de Salamandar.
C'est à ce moment-là que Cargou va rejoindre finalement Cobra et ses amis pour la venger lui qui s'était promis de passer à autre chose.

## El Skyman
Catcheur reconnu dans l'univers et dont Cobra va prendre la place afin de tuer Salamandar.

## Ferraillus
Petit robot appartenant à Vigoro. Il apprend la mort de son maître à Cobra.

## Féroce
Chien à mâchoire mécanique de Sandra

## Gaera
Joueur de rug-ball de l'équipe Z et un des frères de Ron.

## Galtan
Génie possédant un palais où Cobra et Armanoïde seront fait prisonniers en voulant sauver Anita.

## Gelt
Joueur de l'équipe première de rug-ball qui voit d'un mauvais œil l'arrivée de Cobra alias Joe Gillian.

## Getck
Joueur de rug-ball de l'équipe Z et frère de Ron qui veut tuer Gelt qui est responsable de la mort de son frère, mais se fera tuer par ce dernier lors d'un match.

## Harisson
Joueur numéro 2 de l'équipe première de rug-ball, il se fera battre et remplacer par Cobra lors d'un test à la demande de Rand.

## L'homme de verre
C'est le nom de Crystal Boy dans la série télévisée de Cobra.
Voir Crystal Boy.

## L'homme plante
Voir Tarbeige.

## IronHead
IronHead n'est en fait qu'une tête qui peut s'adapter à des corps artificiels interchangeables. Elle est à la tête des Seamens, une bande de pirates composée uniquement de femmes androïdes. Cobra la combattra à la suite de l'enlèvement de Dominique.

## Jane
Elle est jumelle avec Dominique. Elle est chasseuse de prime et rencontre Cobra dans un bar (épisode 3 de l'anime).
L'une des trois filles du capitaine Nelson.

## Joe Hammerbolt
Propriétaire d'un casino spatial où Cobra ira pour se "détendre".

## Jeak
Roi des Sodès, qui a été déchu puis fait prisonnier. Cobra le rencontre et va l'aider à reprendre le pouvoir.

## Karzal
Policier corrompu à la solde de la Guilde des Pirates de l'Espace, il serait à l'origine de la mort présumée de Dominique. Comme Cobra, il possède un puissant canon à plasma mais dans son avant-bras droit.
Dans le manga son nom est "Dober". De plus, il porte le même blouson que Mel Gibson dans Mad Max.

## Lady
Alias Armanoïde dans la version française, c'est la compagne inséparable de Cobra. Ancienne amante de Cobra et princesse spoliée du nom d'Emeralda, son corps a fusionné avec du live métal pour survivre à une fusillade qui a mal tourné. Elle veille sur Cobra et parfois fait paraître des crises que l'on pourrait prendre pour de la jalousie ou de l'exaspération.

## Léo
Joueur de rug-ball de l'équipe Z. C'est un excellent lanceur automatique qui adore jouer aux cartes.

## Long John
Premier adversaire reconnu puis tué par Cobra après son réveil. Il apparaît dans le premier épisode.

## Lucia Rodetti
Serveuse dans un casino, elle y travaille pour démanteler le trafic des lingots d'or volés par Joe Hammerbolt qui fait bien les malheurs de Cobra, lequel voulait en profiter.

## Murielle Laramba
Grande prêtresse de la secte Rada qui ressemble beaucoup à Dominique.

## Madow
Diseuse de bonne aventure que Cobra va consulter afin d'acquérir des informations sur Dominique.

## Norma Herman
Cette femme séduisante est la directrice du musée Loon. Elle se vante d’avoir un système de sécurité inviolable mais ça ne suffira pas pour empêcher Cobra et son ami Torno de voler l’œil du Dragon. La belle directrice se fera berner comme une débutante…

## Opale
Charmante gardienne de phare, jouant un double-jeu. Elle fait partie des femmes pirates sous-marins.

## Palmas
Ami de Cobra, il possède une aptitude à piloter tous les types de véhicules. Il va aider Cobra à tuer Salamandar.

## Ron
Ami de chambrée de Cobra lors de son intégration à l'équipe secondaire (l'équipe C).
Il avait un rêve, comme tous les autres joueurs de rug-ball, celui de passer en équipe première. Malgré un courage admirable et tenace il se fera tuer par Gelt. Avant de mourir, il demandera à Cobra que ses trois autres frères ne viennent pas le venger.

## Rand
Responsable du stade de rug-ball qui effectue du trafic de drogue sur la planète Ralou hors d'atteinte de la police de l'espace.

## Reed Brian
Pirate de l'espace à qui Cobra va voler des diamants avant de se faire cryogéniser.

## Salamandar
Dans l'anime, le chef suprême de la Guilde des pirates de l'espace. Il est protégé par quatre gardes du corps qui forment un bouclier invisible. Dans le dernier épisode, on découvre que Salamandar n'est autre que l'esprit d'Adolf Hitler, son point faible est caché derrière un mur. Le corps sans vie de celui-ci a fusionné avec une machine.

## Sander
Joueur de rug-ball de l'équipe Z et un des frères de Ron.

## Sandra
C'est la reine des créatures des neiges, une bande de pirates nommée Snow Gorilla.
Elle aura un rôle important dans la recherche du trésor du capitaine Nelson.

## Sarembo
Joueur de rug-ball de l'équipe Z, il maitrise très bien la batte de baseball.

## Sheila
Sheila est une jeune femme qui se prétend sous-lieutenant dans l'armée de Kazar. Cobra la rencontre et découvre son double jeu.

## Schultz (Le colonel)
Le colonel est un pirate de l'espace, directeur d'une terrible prison située sur la planète Talag. Elle lui sert de plateforme pour le trafic d'esclaves. Il détiendra Catherine pendant un certain temps ce qui conduira à une infiltration de Cobra dans sa prison pour la libérer. Il nourrit aussi de vastes ambitions quant au trésor du capitaine Nelson et lorgne la place de chef des Pirates de l'Espace. Son manque de loyauté ajouté à sa déconfiture face à Cobra qui réussit à lui fausser compagnie en s'évadant signeront son arrêt de mort des mains de l'Homme de Verre.

## Sodès (Les)
Peuple guerrier vivant sur une planète recouverte d'une mer de sable nommée Zados.

## Tarbeige
Pirate de l'espace également appelé l'homme plante, il est protégé en permanence par trois petits satellites.

## Tom le Ballafré
Pirate de l'espace qui servira à Cobra pour s'infiltrer chez les Créatures des Neiges.

## Torno
Vieil ami de Cobra habitant sur la planète Vega. Torno avait aidé quelques années auparavant Cobra à s'échapper des mains des pirates de l'espace.

## Terrora
Voir Ironhead.

## Vega
Voir Torno.

## Velma R-78
Petit robot orange que Cobra achète sur un marché et qui va lui révéler l'identité d'un robot nommé Zaval Zero.

## Vicky
Elle apparaît dans le second épisode. Elle est sauvée par Cobra alors qu'elle était poursuivie par des pirates de l'espace. Sa sœur est emprisonnée chez Zahora.

## Vigoro
Ancien ami de Cobra habitant la planète Rafus. Il est le père de Yoko. Il est inventeur de diverses machines dont Ferraillus.

## Yoko
Fille de Vigoro que Cobra va sauver sur la planète Rafus.

## Zahora
Marchand d'esclaves qui a espionné Cobra par l'intermédiaire de Vicky afin de copier son rayon Delta. Il a la possibilité de changer sa structure moléculaire et ainsi de pouvoir passer à travers les murs.

## Zack
Ancien ami de Cobra. Ils se retrouvent pour effectuer un match contre l'équipe première de rug-ball.

## Ziateur (l'informateur)
C'est un informateur qui peut rendre n'importe quel service à condition qu'on le paie. Cobra lui demandera des renseignements sur Catherine mais il sera également payé par Cristal Boy pour éliminer Cobra avec des complices dont Donneur et Dusse.

## Zombos (Les)
Pirates qui ont envahi, puis exploité la planète Rafus pour ses minerais contenant des drogues puissantes.

## Zaval Zero
Robot surpuissant qui entraînera la révolte des robots.